# Sara Topelson de Grinberg
Sara Topelson de Grinberg (1947) és una arquitecta mexicana d'origen polonès.
De pare rus i mare polonesa, la seva família va fugir del nazisme a Mèxic, quan ella tenia tres mesos d'edat. Va estudiar arquitectura en la Facultat d'Arquitectura de la Universitat Nacional Autònoma de Mèxic (UNAM), teoria de l'arquitectura en l'Institut Politècnic Nacional i la història de l'art en l'Institut Nacional de Belles arts (INBA). Juntament amb el seu espòs José Grinberg va establir l'oficina d'arquitectura Grinberg & Topelson Arquitectes, i va crear juntament amb ell diverses residencials, educatius, edificis industrials, comercials i culturals, així com centres de recreació. Va ser professora d'història de l'art a la Universitat Anáhuac i del taller d'arquitectura de planificació urbana. Com a professora es va encarregar també de la International Academy of Architecture (IAA).

## Honors
- Maig 1998: la hi va fer dama de l'Ordre de les Arts i les Lletres.[4]